# Valgelon-La Rochette
Valgelon-La Rochette is een fusiegemeente (commune nouvelle) in het Franse departement Savoie (regio Auvergne-Rhône-Alpes). De plaats maakt deel uit van het arrondissement Chambéry. Valgelon-La Rochette is op 1 januari 2019 ontstaan door de fusie van de gemeenten Étable en La Rochette. De gemeente telde 4.185 inwoners op 1 januari 2022.

## Geografie
De oppervlakte van Valgelon-La Rochette bedroeg op 1 januari 2022 7,36 vierkante kilometer; de bevolkingsdichtheid was toen 568,6 inwoners per km².

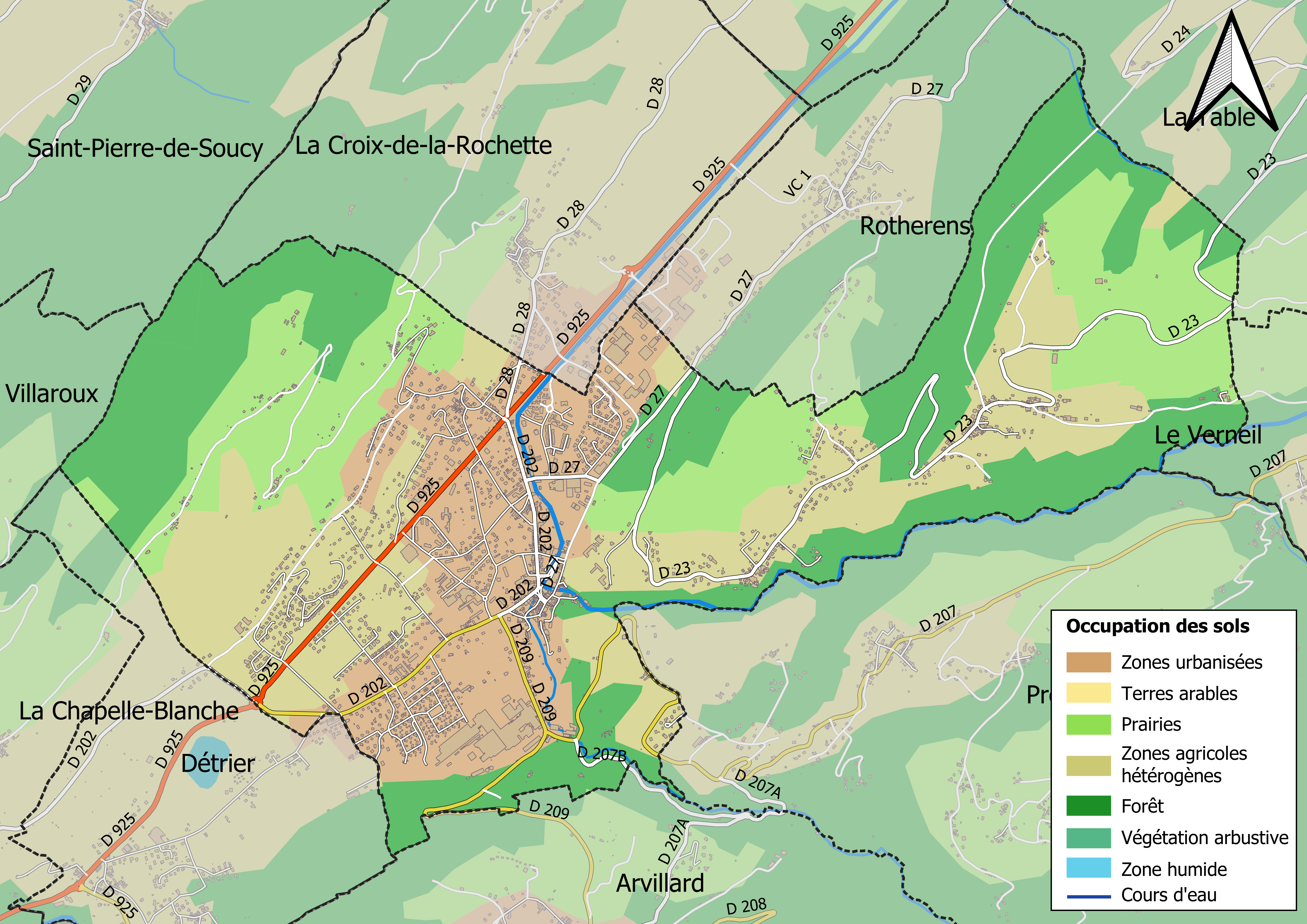
Kaart van de gemeente met de belangrijkste infrastructuur, bodemgebruik en omliggende gemeenten

## Demografie
Onderstaande figuur toont het verloop van het inwonertal (bron: INSEE-tellingen).
Valgelon-La Rochette telde in 2017 4111 inwoners.